# Nördlicher Bergschwertträger

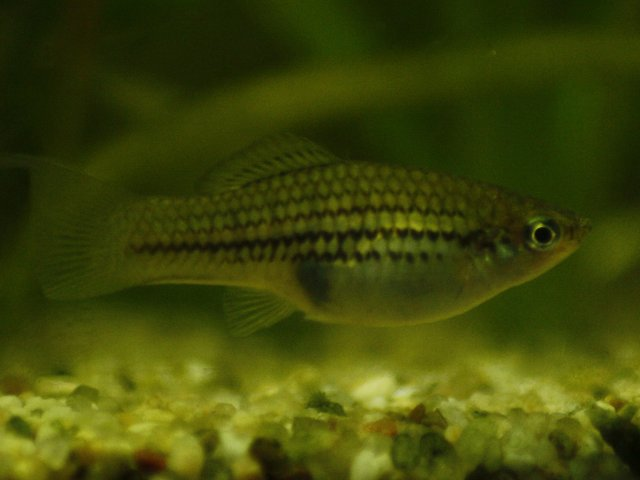
Nördlicher Bergschwertträger (Xiphophorus nezahualcoyotl), junges Weibchen

Der Nördliche Bergschwertträger (Xiphophorus nezahualcoyotl) ist ein Süßwasserzierfisch aus der Familie der Lebendgebärenden Zahnkarpfen.

## Merkmale
Dieser klein bleibende Vertreter der Schwertträger erreicht eine Körperlänge von vier bis fünf Zentimetern, Weibchen werden bis sechs Zentimeter groß. Darüber hinaus besitzen die Männchen ein bis zu vier Zentimeter langes, grünlich-gelbes Schwert, das schwarz umrandet und leicht nach oben gebogen ist. Die Körpergrundfarbe ist in beiden Geschlechtern graubraun oder graublau, die Bauchregion bleibt etwas heller. Vier bis fünf dunkle Zickzacklinien zieren die Körperseite. Im Licht schimmern die Seiten bläulich. Alle Flossen sind leicht gelblich getönt, die Rückenflosse besitzt zusätzlich eine Reihe aus dunklen Flecken. Manche Männchen besitzen einen dunklen Fleck am Ansatz der Schwanzflosse. In beiden Geschlechtern können unregelmäßige schwarze Punkte, sogenannte Makromelanophore, auf den Körperseiten vorhanden sein.

## Vorkommen und Lebensweise
Das Vorkommen beschränkt sich auf das Einzugsgebiet des Río Tamesí, mit dem Río el Salto, Río Tanchachin und dem Río los Gatos sowie deren Nebenflüssen, im mexikanischen Bundesstaat San Luis Potosí. Die Fische sind dort bei Wassertemperaturen von 22 bis 24 °C in starken Strömungen in der Nähe von Wasserpflanzen anzutreffen. Über die Ernährungsweise in der Natur ist nichts bekannt, die Ernährung im Aquarium sollte abwechslungsreich sein und aus Lebend-, Frost- und Flockenfutter bestehen.

## Fortpflanzung
Diese Fischart ist lebendgebärend. Um die Eier im Körper des Weibchens zu befruchten, besitzen die Männchen das für die lebendgebärenden Zahnkarpfen typische Begattungsorgan, das sogenannte Gonopodium. Nach einer Tragzeit von durchschnittlich 24 Tagen werden von den Weibchen zwischen 20 und 40 Jungfische zur Welt gebracht. Die Jungfische sind anfangs sieben bis acht Millimeter lang und wachsen langsam.

## Systematik
Lange Zeit wurde der nördliche Bergschwertträger als Unterart des Montezuma-Schwertträgers (Xiphophorus montezumae) betrachtet. Aber bereits 1964 hatten Mitarbeiter der Universität Hamburg Zweifel an der Artzugehörigkeit zu X. montezumae und nannten ihn Xiphophorus "Hamburg 1964". Die Beschreibung als eigenständige Art erfolgte jedoch erst 1990.
Zusammen mit seiner Schwesterart Xiphophorus montezumae sowie Xiphophorus continens bildet er eine monophyletische Gruppe. Von den Vertretern dieser im Hochland von Mexiko lebenden Gruppe besitzt er das nördlichste Verbreitungsgebiet, woraus sich der deutsche Name ableitet.

## Namensherkunft
Aufgrund der nahen Verwandtschaft zum Montezuma-Schwertträger und weil er lange Zeit als dessen Unterart betrachtet wurde, entschlossen sich die Autoren der Erstbeschreibung, ihn nach Nezahualcóyotl, einem Montezuma ebenbürtigen Herrscher, sowie Philosoph und Dichter, zu benennen.